# 平良敏子
平良 敏子（たいら としこ、1921年〈大正10年〉2月14日 - 2022年〈令和4年〉9月13日【死去判明日】）は、日本の染織家。戦前まで沖縄各地で織られていたにもかかわらず、途絶える寸前であった芭蕉布（バショウの繊維を用いた織物）を、戦後に生地の大宜味で復興させた。長年の研究成果をもとに独自の芭蕉布の作風を確立し、日本国内外で高い評価を得た。重要無形文化財「喜如嘉の芭蕉布(きじょかのばしょうふ)」の保持団体である「喜如嘉の芭蕉布保存会」の会長を務め、伝承の中心として、後進の育成にも貢献している。代表的な著書に『平良敏子の芭蕉布』などがある。

## 経歴

### 幼少期
1921年（大正10年）に、大宜味村喜如嘉の旧家に誕生した。家は裕福であり、父は芭蕉布の品質向上と販路の拡大に努めた人物であった。如嘉尋常高等小学の在学中、子供時代より芭蕉布を織る母の姿を見て育ち、10歳の頃より、母から製織技術を教わった。ただし芭蕉布は糸が切れやすい上、子供の体格では織機も扱いにくいので、当時は木綿や絹を織るのみだった。
やがて祖父が死去、父は事業が苦手で、その上に不況のために家は傾き始めた。敏子は、小学校卒業後は進学を諦め、遠縁の家の手伝いを経て、仕事を求め、親戚を頼って上京した。18歳のときに縁談が持ち上がり、夫となった男性は、仮祝言を終えてすぐ兵役に出た。

### 戦中・戦後 - 芭蕉布を学ぶ
1944年（昭和19年）3月、第4次沖縄県勤労女子挺身隊に参加し、岡山県倉敷市の航空機製作所に勤めた。沖縄からの一団は、本州の寒さに慣れない上に、この年の冬は氷点下の寒さが襲い、体調を崩す者が続出した。挺身隊の隊長だった女性も病に倒れ、副隊長だった平良敏子がリーダーになった。差別もあった時代に、平良らは懸命に努力を続けた。航空機製作所は、倉敷紡績の社長である大原総一郎が社長を兼任しており、大原は人一倍努力する平良らを、親身になって支えた。
1945年（昭和20年）8月の終戦を迎え、工場の作業は中止となった。1か月か2か月が経った頃、琉球文化に造詣の深かった大原総一郎が、沖縄の文化を倉敷に残すこと、織を学ぶことを発案し、会社の事業計画に「織物の勉強会」を組み込んだ。織物についてある程度の知識のある平良敏子を含め、数人の女性が生徒となった。織の指導には、外村吉之介が当たった。平良は、会社の費用で織り方まで教えてくれることに感謝しつつ、手織、組織織などの種々の技法を学んだ。この時「織は心」「ものを見る目を養いなさい」と外村から教えられた。大原は思想家の柳宗悦の民藝運動に熱心に参加しており、平良は大原を通じて、柳の著書『芭蕉布物語』の存在を知った。この書籍は平良にとって、後年まで「バイブル」と呼べる貴重な書物となった。
1946年（昭和21年）秋、沖縄への帰郷が認められた。大原は、倉敷を発つ平良を見送りつつ「沖縄へ帰ったら、沖縄の織物を守り育てて欲しい」と言い、これが、彼女の心に深く残った。平良が後年に「芭蕉布に一生を捧げても良い」とまで言った背景には、この大原の強い影響があった。

### 沖縄での芭蕉布への道
喜如嘉では、バショウ畑はマラリアを媒介するカの発生源になるという理由で、アメリカ軍によって切り倒されていたが、山の奥に自生している芭蕉から繊維を取って、細々と芭蕉布が織り続けられていた。平良敏子もしばらくは生活に必死で、芭蕉布に向き合うことができなかったが、1947年（昭和22年）、やっと芭蕉布の織に向き合い、育児の傍ら、芭蕉布の復興に努め始めた。
従来の手法では生活が困難と考えられたことから、アメリカ軍関係者に販路を広げ、テーブルセンターやランチョンマットなどの小物にも用途を広げ、デザインにも大胆な創意を凝らした。軍関係者の間では上質な工芸品として評判になり、芭蕉布の認知度が飛躍的に向上するきっかけとなった。また従来の手法では採算が追いつかないことから、バショウの内、以前は捨てていた部分からも糸を取るなど、工夫に努めた。
さらに、芭蕉布の工程に関連する女性たち全員に対価が支払われることを目的として、工業振興助成金の受け皿として「喜如嘉芭蕉布工業組合」の設立にも尽力した。助成金が間に合わないときには、身内からの借金で手間賃を捻出した。この1950年代から1960年代にかけては、後年に「金銭で最も苦しかった時代」と述懐した。
芭蕉布は1人で全部の工程をやり遂げることができず、すべての工程に人手が必要になることから、平良は作り手が辞めないようにと、自分の生活が困窮することも顧みずに、仕事に携わる人々に、他の仕事での日当と同様、またはそれ以上の賃金を払い、後身の育成に努めた。また、芭蕉布作りは、どの工程をとっても短時間で習得できるものはなく、長年の経験と優れた技術が必要となることから、敏子は喜如嘉の女性の誰にでも「芭蕉布を織りなさいよ」と、ひたすら声を掛けた。1973年（昭和48年）には女性で2人目となる現代の名工に選ばれ、「芭蕉布は何人もの手で作り上げるので、私1人の手柄ではありません」と控えめに喜びを語ったが、その陰では、芭蕉布に携わる者の大半が60歳以上の高齢で、若者がどんどん脱落するという憂慮もあった。
1980年（昭和55年）には、日本工芸会の正会員となった。90歳代後半以降は、自らの役割を義娘（長男の妻）の平良美恵子に継ぎ、機を織ることはほとんどなくなったものの、後進のために糸を整え、指導をするなど、現役を貫いている。2021年（令和3年）には百歳を迎えたが、なお喜如嘉の芭蕉布会館に通い、作業に励むなど、現役で芭蕉布制作に携わっていた。
2022年（令和4年）9月13日、自宅で亡くなっているところを発見された。満101歳没。

## 評価
芭蕉布の復興への貢献により、1965年（昭和40年）には「芭蕉布の平良敏子」として「沖縄タイムス文化賞」を受賞した。平良は「芭蕉布に関わる人の代表としていただきました」として、賞金も関わった皆で分けた。大宜味村の有志が、受賞にあたり「敏子さんに記念品を」と申し出たところ、平良は「心を映す鏡が欲しい」と答え、その鏡は自宅の玄関に飾られた。
沖縄が日本に復帰後、1974年（昭和49年）に、「喜如嘉の芭蕉布」が日本の重要無形文化財に指定された。重要無形文化財の保持団体として「喜如嘉の芭蕉布保存会」が作られ、平良が会長に就任した。作品が国公立の博物館に納められることも増え、着物の愛好家たちの間では「平良敏子の芭蕉布」といえば、幻の1枚ともいわれる至高の織物と評価されるまでになった。2000年には平良敏子個人が重要無形文化財「芭蕉布」の保持者として各個認定された（いわゆる人間国宝）。
北海道旭川市の染織家である木内綾は、染織技術の勉強のために1976年（昭和51年）に沖縄を訪れた際に、平良の技術を見学して「神業としか言いようがなかった」「驚きを通り越して、呆然とした」「声も出なかった」と感嘆した。
日本国外での評価も高く、国外で開催される染織品の展覧会などにも、積極的に芭蕉布を展示出品協力している。ハワイやニューヨーク近代美術館でも紹介されており、パリのオートクチュール界からも注目されている。2016年（平成28年）秋には、ロンドンのヴィクトリア&アルバート博物館に平良の製作した芭蕉布の着物が収蔵されるなど、高い評価を受けた。2015年（平成27年）には、芭蕉布に関する平良の活動を描いた映像作品『芭蕉布 - 平良敏子のわざ』（シネマ沖縄）が、映像文化製作者連盟主催による「映文連アワード2015」で最優秀作品賞（グランプリ）を受賞した。

## 受賞・表彰歴等

### 受賞
- 1965年（昭和40年） - 沖縄タイムス文化賞[14]
- 1969年（昭和44年） - 第4回西部工芸展 日本民藝館賞[6]
- 1973年（昭和48年） - 労働大臣 卓越技能賞（現代の名工）[14]、日本民藝館展 日本民藝館賞[6]
- 1975年（昭和50年） - 第11回日本染織展 東京都教育委員会賞[6]
- 1978年（昭和53年） - 第2回全国伝統工芸展 通産大臣賞[6]
- 1979年（昭和54年） - 日本民藝館展 第1回日本民藝協会賞[6]
- 1980年（昭和55年） - 第4回全国伝統工芸展 伝統工芸品産業振興協会会長賞[6]
- 1981年（昭和56年） - 第1回伝統文化ポーラ大賞[19]
- 1983年（昭和58年） - 第7回伝統工芸品展 協会賞[6]
- 1986年（昭和61年） - 吉川英治文化賞[1]
- 1991年（平成3年） - 第38回日本伝統工芸展 日本工芸会奨励賞[6]

### 栄典
- 1980年（昭和55年） - 黄綬褒章[19]
- 2002年（平成14年） - 勲四等宝冠章[14][28]

### その他
- 2000年（平成12年） - 重要無形文化財の保持者として各個認定（人間国宝）[1]

## 著作
- 城間栄喜（共著）『紅型 : 城間栄喜・平良敏子』ビデオ・パック・ニッポン〈日本の名匠 : 伝統工芸の技法〉、1975年。NCID BA61138774。
- 『そめおりの美 顕彰四人展 世界に誇る伝統工芸の粋』沖縄タイムス社、1986年11月。NCID BN05647944。共著
- 『平良敏子の芭蕉布』日本放送出版協会、1998年8月。ISBN 4140092831、NCID BA38614847。
- 浦添市美術館、與那嶺貞、宮原初子、玉那覇有公、金城次郎（共著）『沖縄の人間国宝展 : 伝統工芸の粋』浦添市美術館、2010年、NCID BB00665117。
- 宮平初子、金城次郎、輪島漆芸美術館、沖縄県立芸術大学『沖縄の工芸 : 人間国宝と現代作家たち : 沖縄県立芸術大学共催』、石川県輪島漆芸美術館、2019年、NCID BB30760296。

## 出演
- カラカラ（英語版）（クロード・ガニオン監督映画、2013年）
- ドキュメンタリー映画 「岡本太郎の沖縄（完全版）」（葛山喜久監督作品：2023年）[29]

## 関連資料
- Adachi, Barbara C. "The Barbara Curtis Adachi Hands of Japan Collection, 1942-2003". コロンビア大学図書館、OCLC 502556703、英語、日本語。映画『Hands of Japan』シリーズ（1971-1981年）、『The Living Treasures of Japan』（1973年）製作用の資料。
- 桜映画社『芭蕉布を織る女たち : 連帯の手わざ』岡田譲（監修）、財団法人ポーラ伝統文化振興財団（企画）〈伝統の技と心 : 重要無形文化財シリーズ〉、Imagica（製作）、紀伊國屋書店（発売）、1981年。DVD（1枚60分）、解説リーフレット6頁。NCID BA7331016X。
- 大城志津子、藤村玲子（共著）『光を染め、風を織る。沖縄の自然が育んだ自然のわざ。沖縄の染と織、三人展』、西武百貨店美術部、1983年。OCLC 1114266796。展示会カタログ（池袋店1983年月20日 - 25日）。首里の織物（大城志津子）、紅型（藤村玲子）49頁。
- 『喜如嘉の芭蕉布 : 喜如嘉の芭蕉布保存会テキスト』喜如嘉の芭蕉布保存会（編）、大宜味村教育委員会、1984年。30cm、119頁、芭蕉布見本1枚を貼り込み。全国書誌番号:85006454。
- 柳悦孝『芭蕉布』求龍堂、1991年。NCID BN10467930。
- Hendrickx, Katrien. (2007) The Origins of Banana-fibre Cloth in the Ryukyus, Japan. Leuven（ベルギー） : Leuven University Press〈Studia anthropologicaシリーズ〉。英語。ISBN 9789058676146, 9058676145、NCID BA85403246。
- 謝名元慶福、平良敏子『芭蕉布 : 平良敏子のわざ』、シネマ沖縄（製作）〈工芸技術記録映画シリーズ〉、文化庁（企画）、桜映画社（製作）、2014年（平成26年度）。DVD（1枚31分）、日本語、英語（音声）、NCID BB23190755。別題『Bashōfu : the textile art of Taira Toshiko』。